# Pascal (unità di misura)
Il Pascal (simbolo: Pa) è una unità di misura derivata, appartenente al sistema internazionale (SI), utilizzata per misurare lo sforzo e/o la pressione. Questa unità di misura, prende il nome dal matematico, fisico e filosofo francese, Blaise Pascal (1623-1662).
La quantità di pressione pari a 1 pascal, equivale a 1 newton su 1 metro quadrato.
{\displaystyle {\rm {1~Pa=1~{\frac {N}{m^{2}}}=1~{\frac {kg}{m\cdot s^{2}}}}}}
Il pascal viene usato in acustica con vari sottomultipli, tipo il micropascal (µPa); in meteorologia sono usati più largamente i due sovramultipli, ettopascal (hPa) e kilopascal (kPa), quest'ultimo usato anche nei manometri di gonfiaggio pneumatici. Altri sovramultipli, come il megapascal (MPa) e il gigapascal (GPa), sono usati rispettivamente per misurare la resistenza dei materiali e il loro modulo di elasticità.
1 hPa = 1 mbar
100 kPa = 1 bar
1 MPa = 1×106 N/m² = 1 N/mm² = 10 bar ≈ 0,1 kgf/mm²
1 GPa = 1×109 N/m² = 10 kbar

## Esempi di alcuni ordini di grandezza
| 10 nPa  | Raggiungibili da una pompa turbomolecolare |
| 20 μPa  | Soglia di percettibilità umana (timpano) |
| 200 μPa | Pressione acustica di una stanza silenziosa |
| 2 mPa   | Pressione acustica di una conversazione normale a 1 m                                                                                           |
| 20 mPa  | Pressione acustica di un televisore a 3 m a volume moderato                                                                                     |
| 500 mPa | Pressione atmosferica su Plutone (dati del 1988 molto approssimativi)                                                                           |
| 2 Pa    | Pressione acustica in discoteca |
| 10 Pa   | L'aumento di pressione ogni mm di profondità aggiunto sott'acqua                                                                                |
| 100 Pa  | Pressione acustica corrispondente alla soglia del dolore                                                                                        |
| 1 kPa   | Pressione atmosferica su Marte |
| 10 kPa  | L'aumento di pressione alla profondità di 1 m sott'acqua, o la perdita di pressione quando si passa dal livello del mare a 1000 m di altitudine |
| 50 kPa  | Ampiezza di un'onda di pressione che realizza lesioni istantanee al timpano                                                                     |
| 100 kPa | La pressione atmosferica sulla Terra a livello del mare                                                                                         |
| 500 kPa | Le lance antincendio "sparano" l'acqua con questa pressione                                                                                     |
| 1 MPa   | Pressione aria ruote bicicletta da corsa |
| 9 MPa   | Pressione atmosferica su Venere |
| 50 MPa  | Vapore nel surriscaldatore che alimenta una moderna turbina a vapore                                                                            |
| 100 MPa | In fondo alla Fossa delle Marianne |
| 1 GPa   | Resistenza a trazione dei migliori acciai e della zirconia                                                                                      |
| 10 GPa  | Minimo necessario alla formazione dei diamanti                                                                                                  |
| 100 GPa | Minimo necessario alla formazione dei nanotubi di carbonio                                                                                      |

## Comparazione con altre unità di pressione
|                    | Equivale a pascal |
| 1 bar              | 100 000           |
| 1 millibar         | 100               |
| 1 atmosfera fisica | 101 325           |
| 1 torr (mm Hg)     | 133,322           |
| 1 mH2O             | 9 806,65          |
| 1 pollice Hg       | 3 386             |
| 1 psi              | 6 895             |

| Pascal | Equivale a                     |
| 1      | 0,00001 bar                    |
| 1      | 0,01 millibar                  |
| 1      | 9,86923×10−6 atmosfere fisiche |
| 1      | 7,50064×10−3 torr (mm Hg)      |
| 1      | 1,01976×10−4 mH2O              |
| 1      | 2,95334×10−4 pollici Hg        |
| 1      | 1,45033×10−4 psi               |